# 水乐洞摩崖石刻
水乐洞摩崖石刻是浙江省杭州市的一处石刻群。位于翁家山村南高峰西侧翁家山南部烟霞岭上的水乐洞内外。

## 沿革
后晋开运年间，吴越国在此地建立西关净化院。北宋熙宁年间，时任杭州知州郑獬命名“水乐洞”。南宋淳熙年间，宦官李隶请求重建为佛寺。嘉泰年间，此地被赐予杨郡王为别墅。至贾似道又重新修葺，疏浚了其泉眼。现为杭州市文物保护单位。

## 摩崖

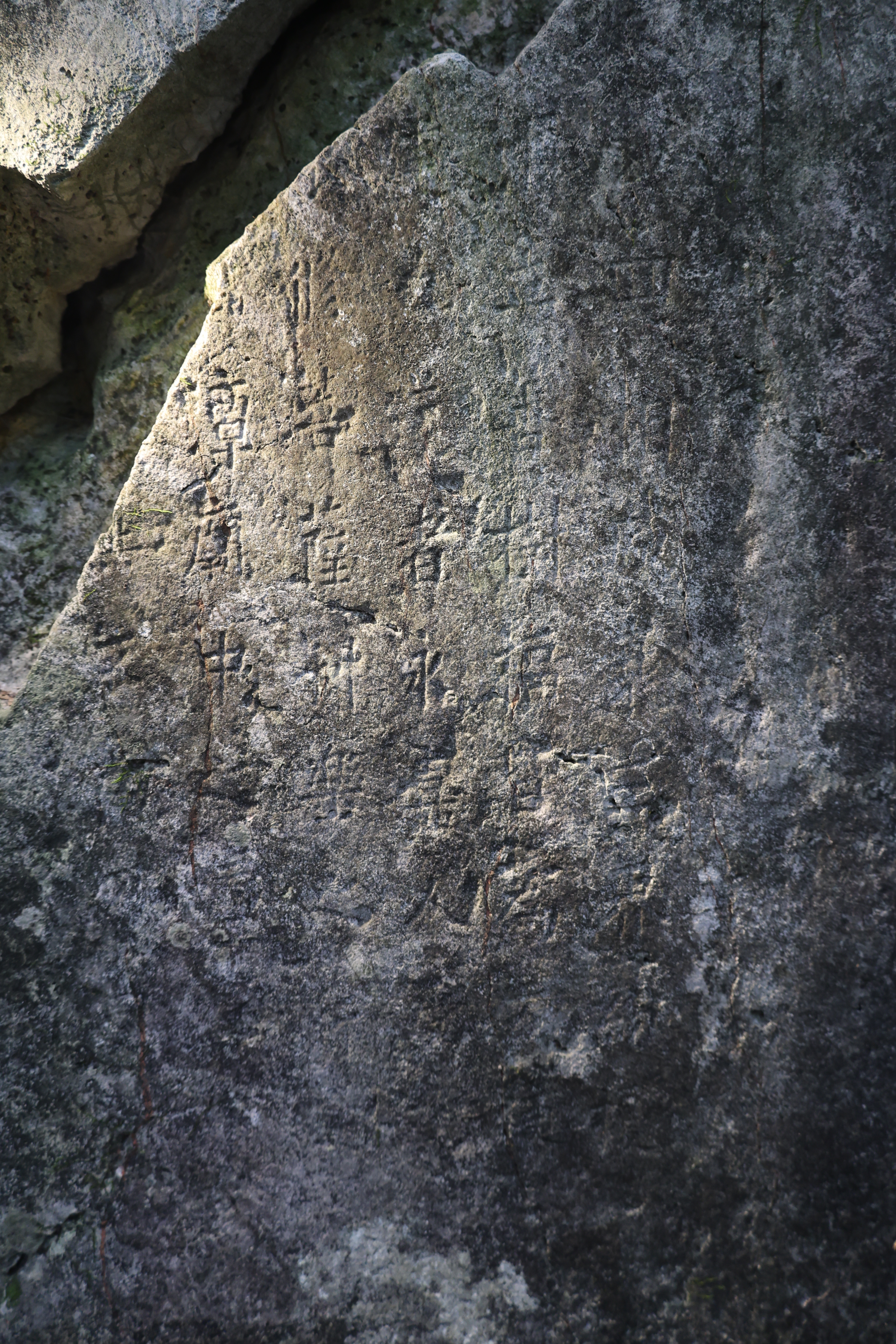
開運三年（946），西关净化院建立时所刻《西關淨化禪院新建之記》
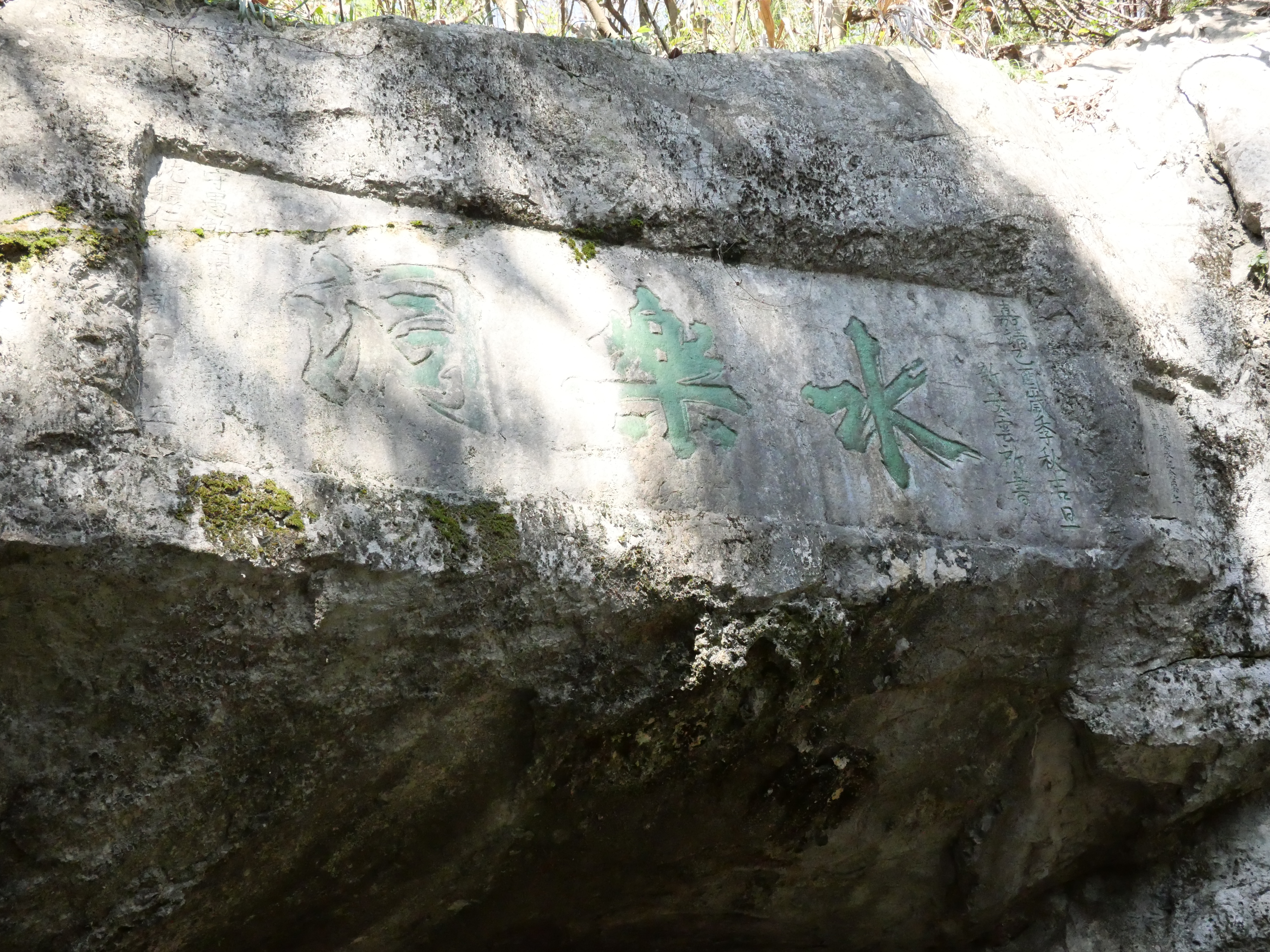
嘉靖乙酉（1525），云所书“水乐洞”额，沈体仁等立。
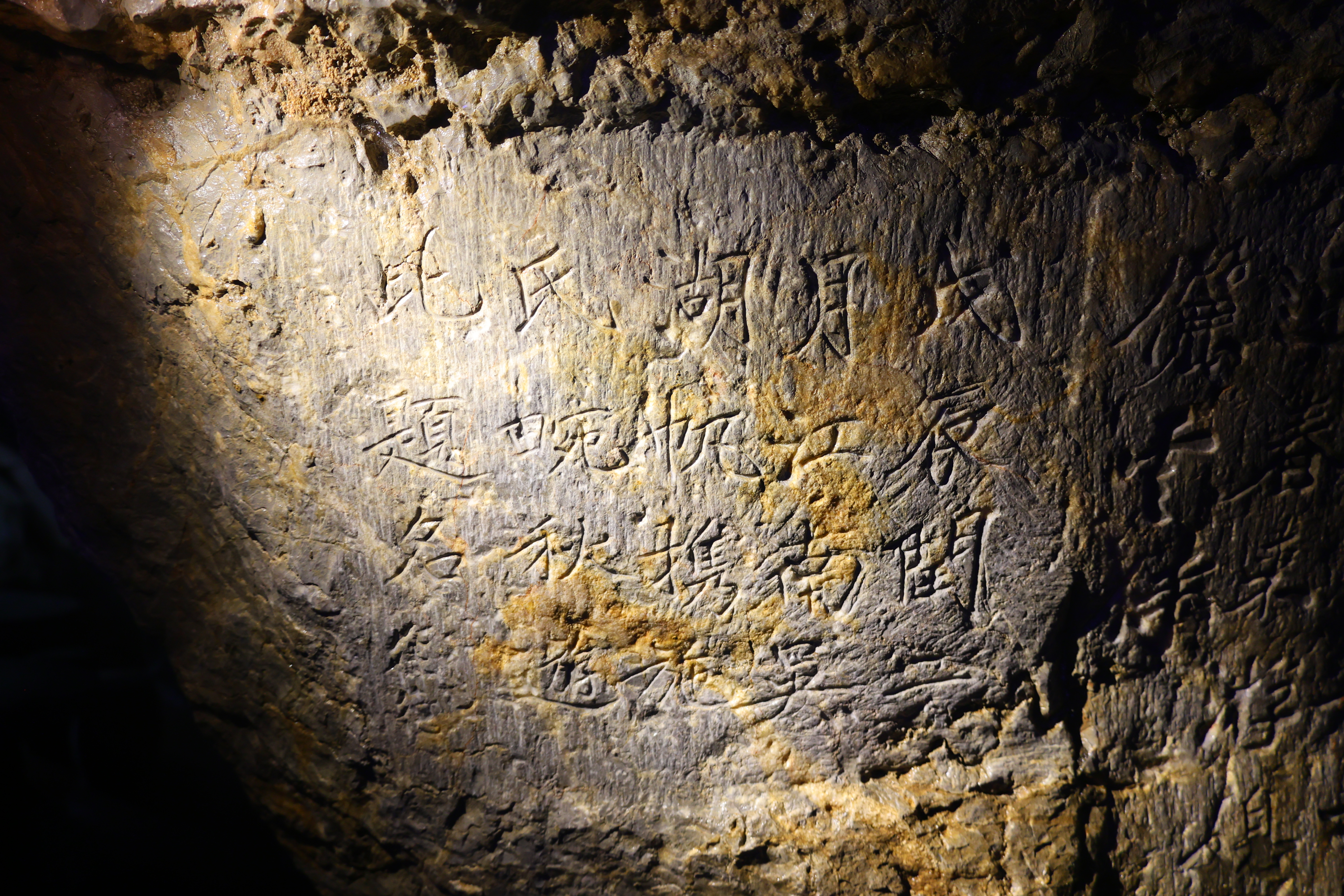
民国戊辰（1928），吴湖帆、施畹秋在水乐洞内的题名。
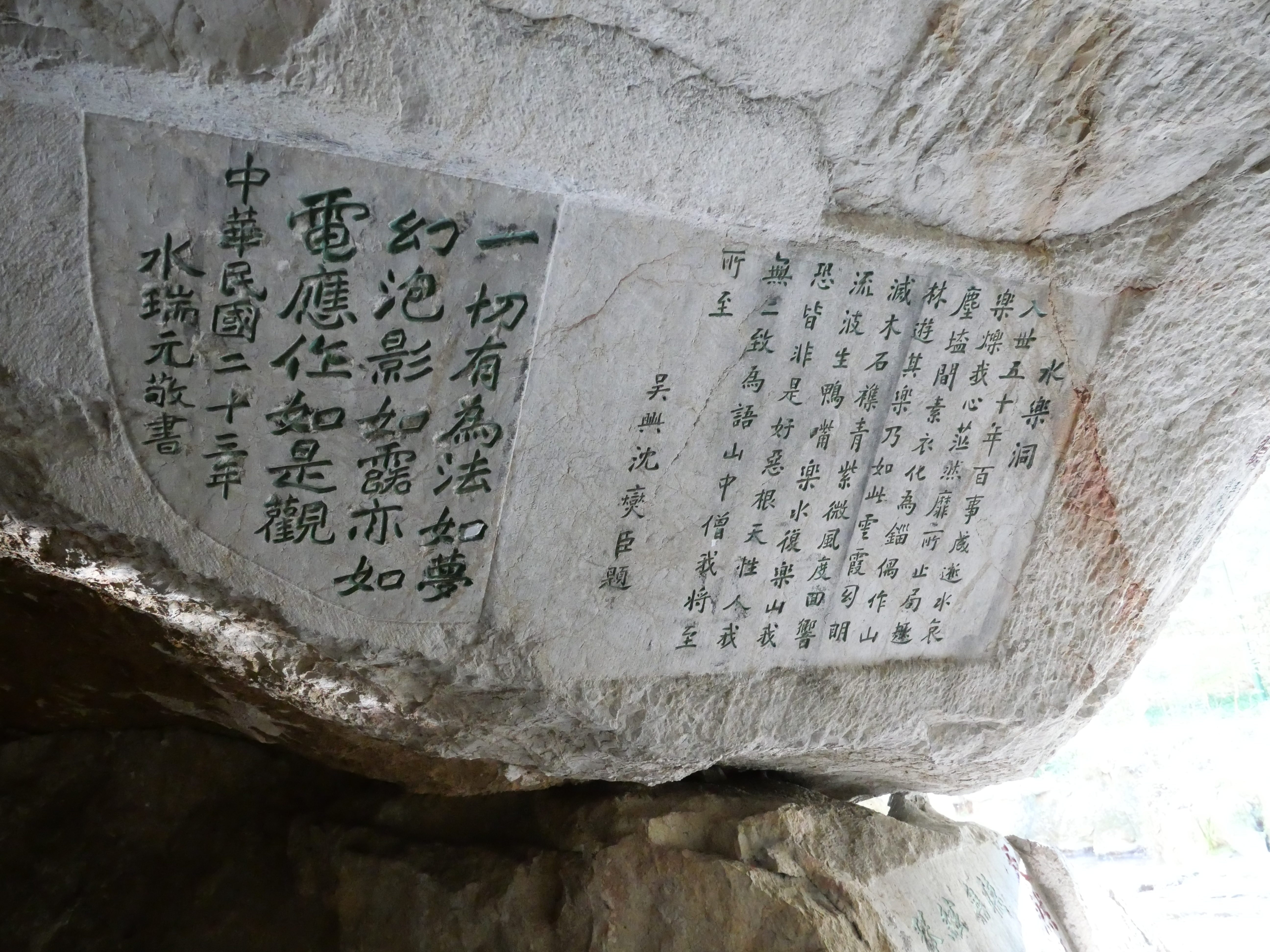
水乐洞口，民国年间来游之人所题题记。